# Füzér-kői Kis-átjáró
A Füzér-kői Kis-átjáró a Bükki Nemzeti Park területén található egyik barlang.

## Leírás
Az Egri-Bükkalja területén, a Hór-völgy és a Hosszú-völgy találkozásánál található, a Füzér-kő délnyugati, Hosszú-völgy felőli oldalában. Jelenleg inaktív, nem patakvíz által alakuló barlangfejlődési szempontból. Mivel átjáróbarlang két bejárata is létezik. Majdnem függőleges. Mészkőben keletkezett.
1979-ben Hír János tévesen Füzérkői-átjárónak, illetve Füzérkői átjárónak írta le ezt az általa talált, ásatott és 1980-ban az ő elnevezése szerinti Kis-átjárónak nevezett üreget. 1980-ban tisztázta, hogy összekeverte a Füzér-kői-átjáróval (annak ez a jelenlegi neve). Kordos László 1979-ben Füzér-kői átjáró néven számolt be a kutatásáról. Az 1984-ben megjelent könyvében valószínűleg nem ez a barlang szerepel füzér-kői Kis-üreg néven. Hevesi Attilának a Karszt és Barlangban megjelent tanulmányában Füzérkői-Kis-átjáró, a másik publikációjában Füzér-kői-Kis-átjáró a neve.

## Kutatástörténet
1979-ben Hír János ismertette az üreget Füzérkői-átjáró néven és őslénytani gyűjtést végzett benne. Kutatásának eredményei kéziratban maradtak, amelyből megtudható, hogy gazdag csiga, valamint szegényes gerinces fauna került elő. A kézirat közli az üreg helyszínvázlatát és hosszmetszet barlangtérképét. 1980-ban leírta, hogy nem a Füzérkői-átjáróban, hanem a Kis-átjáróban vizsgálódott. Az 1984-ben megjelent Magyarország barlangjai című könyv országos barlanglistájában valószínűleg nem ez a barlang szerepel a Bükk hegység barlangjai között füzér-kői Kis-üreg néven. 2007-ben Futó János készítette el alaprajz térképét, hosszmetszet térképét és keresztmetszet térképét.